# Phyllachora disseminata
Phyllachora disseminata är en svampart som beskrevs av Syd. & P. Syd. 1916. Phyllachora disseminata ingår i släktet Phyllachora och familjen Phyllachoraceae.   Inga underarter finns listade i Catalogue of Life.